# 余胤良
余胤良（英語：Leland Y. Yee，即利兰·Y·余；1948年11月20日——），生於廣東省台山縣，美國華裔兒童心理學家，曾经為民主黨籍加利福尼亚州州參議員。

## 生平
余在柏克莱加州大学取得学士学位後，又於旧金山州立大学获得硕士学位，并於夏威夷大学取得心理学博士学位。2006年11月7日当选加州首位华裔州参议员。余為2011年舊金山市長選舉中，五位華裔候選人之一。2014年被联邦调查局逮捕，2016年被判刑5年。2020年1月26日被释放。

## 政治生涯
余胤良3岁时就随家人来到美国定居，受过良好教育，曾获得夏威夷大学儿童心理学博士学位。他1988年步入政界，先后担任旧金山教育委员会和旧金山市参事，2002年当选加州众议员、执行议长。2006年，余胤良成为美国加州历史上第一位华裔参议员。前不久，余胤良开始着手准备参选加州州务卿。
余胤良在从政期间关心國民心理健康及未成年人的保护等问题，曾致力于枪支管控。2012年康涅狄格州桑迪·胡克小学发生校园枪击案后，余胤良面对傳媒感慨地说：“作为一个父亲，我为失去孩子的父母和家庭感到悲伤。”
2013年《洛杉矶时报》称，时年65岁的余胤良经历堪称外籍移民实现美国梦的典型人士。
2014年1月, 余胤良投票支持加州參議院SCA-5法案。該法案提議刪除加州 Proposition 209 中有關公眾教育不得歧視條款, 意圖讓加州政府在公眾教育領域可以根據種族，性別，膚色，出身背景和來源國等區別來招生。因此，遭到加州亞裔广泛的抗议。

## 被捕与服刑
美國聯邦調查局調查疑似黑幫的舊金山唐人街社團，在經過7年的臥底偵查後，於2014年3月26日，逮捕了包括余胤良在內的29人。檢方以洗錢、貪污，販賣和走私槍枝等罪名起訴。2015年7月3日余承認賄賂、恐嚇及軍火走私的罪名，被聯邦法院判監20年。2016年2月24日，余被判处联邦监狱服刑五年。

## 外部連結
- （繁體中文） 余胤良
- （英文） 余胤良
- （英文） Leland Yee Democrat for Secretary of State （页面存档备份，存于）
- 余胤良官方履历（繁體中文）